# NGC 538
NGC 538 est une galaxie spirale barrée située dans la constellation de la Baleine. NGC 538 a été découverte par l'astronome américain Lewis Swift en 1886.

## Caractéristiques
Sa vitesse par rapport au fond diffus cosmologique est de 5 164 ± 35 km/s, ce qui correspond à une distance de Hubble de 76,2 ± 5,4 Mpc (∼249 millions d'al).
À ce jour, deux mesures non basées sur le décalage vers le rouge (redshift) donnent une distance de 61,800 ± 0,566 Mpc (∼202 millions d'al), ce qui est à l'extérieur des valeurs de la distance de Hubble.
La classe de luminosité de NGC 538 est I_II.

## Groupe de NGC 585 et Abell 194
NGC 538 fait partie du groupe de NGC 585. Ce groupe comprend au moins 23 galaxies. Les autres galaxies du catalogue NGC de ce groupe sont : NGC 519, NGC 541, NGC 543, NGC 545, NGC 547, NGC 548, NGC 570 et NGC 585.
La désignation DRCG 7-23 est utilisée par Wolfgang Steinicke pour indiquer que cette galaxie figure au catalogue des amas galactiques d'Alan Dressler. Les nombres 7 et 23 indiquent respectivement que c'est le 7e amas (Abell 194) de la liste et la 23e galaxie de cette liste. Cette même galaxie est aussi désignée par ABELL 194:[D80] 23 par la base de données NASA/IPAC, ce qui est équivalent. Dressler indique que NGC 519 est une galaxie lenticulaire de type Sa.